# Al Qaeda en la península arábiga
Al Qaeda en la península arábiga, conocida también como Ansar al-Sharia en Yemen (abreviado AQAP, en árabe: تنظيم القاعدة في جزيرة العرب), es una organización terrorista yihadista afiliada a Al-Qaeda que opera principalmente en Yemen y en Arabia Saudita. Es un grupo de sello islamista salafita formado en 2009 de la fusión de las ramas yemení y saudita de Al-Qaeda. Ha sido dirigido por Nasir al-Wuhayshi (nacido el 1 de octubre de 1976), asesinado el 12 de junio de 2015 en un bombardeo de un dron de EE. UU. El actual emir es Qasim al-Raymi (desde 2015).

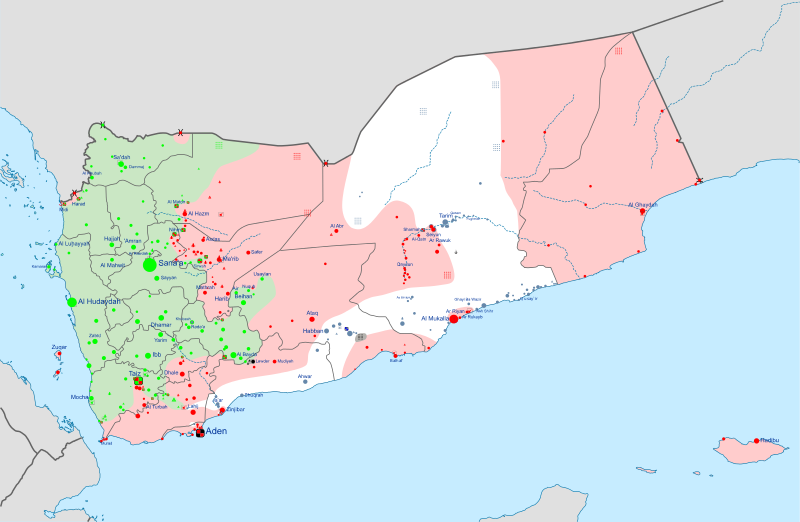
Situación militar en Yemen en noviembre de 2015.

En Yemen, tras la rebelión yemení del 2011 y a la sombra de la guerra civil en Yemen de 2015, AQAP, que controla algunas porciones de territorio en la región central del país, se opone al gobierno de Hadi, al grupo chiita de los Houthi y a los rivales yihadistas suníes afiliados al Estado Islámico (daesh). Desde 2009, Estados Unidos, aliado de los gobiernos yemeníes de Saleh y Hadi, llevan a cabo una campaña de ataques con drones contra los miembros de AQAP.
La organización es responsable de la planificación de diversos atentados contra objetivos occidentales, entre los cuales se encuentra el atentado a la sede de Charlie Hebdo en París el 7 de enero de 2015.